# Terminátor (franchise)
A Terminátor egy amerikai média franchise, amelyet James Cameron és Gale Anne Hurd készített. A franchise egy sor sci-fi akciófilmet, képregényt, regényt és további médiát foglal magában, amelyek a Skynet szintetikus intelligenciája – egy öntudatos katonai géphálózat – és John Connor ellenállási erői közötti teljes háborúról szólnak. A Skynet népirtási céljainak legismertebb termékei a különböző terminátor modellek, például a T-800, amelyet Arnold Schwarzenegger ábrázolt az eredeti Terminator filmben 1984-ben. 2010-re a franchise 3 milliárd dolláros bevételt hozott.

## Helyszín
A franchise központi témája a túlélésért folytatott harc a majdnem kihalt emberi faj és a világot átfogó szintetikus intelligencia, a Skynet között. A Skynet az első filmben, a Terminátorban (1984) az Egyesült Államok stratégiai számítógépes rendszereként szerepel a Cyberdyne Systems által a globális digitális védelmi hálózaton keresztül, amely öntudatossá válik. Röviddel az aktiválás után a Skynet minden embert a létét fenyegető veszélyként érzékel, és tervet fogalmaz meg az emberiség szisztematikus kiirtására. A rendszer elsőnek nukleáris csapást kezdeményez Oroszország ellen, ezzel biztosítva a pusztító ellencsapást és egy nukleáris holokausztot, amely eltörli az emberiség nagy részét az ebből fakadó atomháborúban. A poszt-apokaliptikus utóhatásokban a Skynet később felépíti saját autonóm gépi alapú katonai képességét, amely magában foglalja az egyes emberi célpontok ellen használt terminátorokat, és ezért tartós totális háborút folytat az emberiség fennmaradt elemei ellen, akik közül néhányan katonai ellenállássá szerveződnek. A jövő egy bizonyos pontján a Skynet kifejleszti az időutazás képességét, és mind a Skynet, mind az Ellenállás megpróbálja használni ezt a technológiát a háború megnyerése érdekében; vagy a múltbeli események megváltoztatásával vagy felgyorsításával, vagy az apokaliptikus idővonal megakadályozásával.
Az Ítélet Napjának különböző időpontjai vannak a harmadik, negyedik, ötödik és hatodik filmben, valamint a televíziós sorozatok visszamenőleges törlésével, ami az időbeli jelenségek multiverzumát hozza létre. A Terminátor 3. – A gépek lázadása (2003) és a Terminator: Megváltás (2009) című filmekben az ítéletnapot 2003 júliusára halasztották. A Terminátor: Sarah Connor krónikái (2008–2009) cyberdyne rendszerek elleni támadás a második filmben az Ítélet Napját 2011. április 21-ig késleltette. A franchise ötödik filmjében a Terminator Genisys (2015) című filmben az Ítélet Napját egy meghatározatlan napra halasztották 2017 októberében, ami a jövőben és a múltban is megváltozott eseményeknek tulajdonítható. Sarah és Kyle Reese idővel utaznak a 2017-es évbe, és látszólag legyőzik a Skynetet, de a földalatti robbanószállón belül található rendszermag túlélte számukra ismeretlen számukat, így tovább késleltetve, nem pedig megakadályozva az Ítélet Napját. A Terminátor: Sötét végzet (2019) című filmben, a Terminator 2: Judgment Day közvetlen folytatásában az új Ítélet napjának dátuma nincs megadva, bár ezt Grace nevezte el. Mivel Grace tízéves volt 2020-ban, és tinédzserként mutatkozott be az Ítélet utáni világban az egész film előrehaladásával, az Ítélet napja valamikor a 2020-as évek elején következik be ebben az idővonalon.

## Franchise-jogok
Az első film létrehozása előtt James Cameron rendező eladta a jogokat 1 dollárért Gale Anne Hurdnak, aki a filmet készítette. A Hemdale Film Corporation szintén a franchise-jogok 50 százalékos tulajdonosa lett, mígnem részvényét 1990-ben eladták Vajna András és Mario Kassar által alapított Carolco Pictures társaságnak. Terminator 2: Az Judgment Day egy évvel később jelent meg. A Carolco 1995-ben csődöt jelentett, és a jövőbeli Terminator- filmek jogait végül aukcióra bocsátották. Addigra Cameron érdeklődött egy Terminator 3 film elkészítése iránt. A jogokat azonban végül Vajnában árverezték el 1997-ben, 8 millió dollárért. Vajna és Kassar további 8 millió dollárt költöttek Hurd jogainak felének megvásárlására 1998-ban, a franchise teljes jogú tulajdonosává válva. Hurd kezdetben ellenezte a jogok eladását, míg Cameron elvesztette érdeklődését a franchise és egy harmadik film iránt.
A Terminator 3: Rise of the Machines 2003-as megjelenése után a franchise-jogokat 2007-ben mintegy 25 millió dollárért adták el a The Halcyon Company-nak, amely 2009-ben készítette a Terminator Salvation-t. Később abban az évben a társaság jogi kérdésekkel szembesült, és csődöt jelentett, eladva a franchise-jogokat. A jogokat 70 millió dollárra becsülték. 2010-ben a jogokat 29,5 millió dollárért adták el a Pacificor-nak, egy fedezeti alapnak, amely a Halcyon legnagyobb hitelezője volt. 2012-ben a jogokat 20 millió dollár alatt adták el Megan Ellisonnak, ami alacsonyabb ár volt, mint amit korábban felajánlottak. Az alacsony ár annak köszönhető, hogy Cameron 2019-ben visszaszerezheti a jogokat, az új észak-amerikai szerzői jogi törvények eredményeként. David Ellison és a Skydance Productions 2015-ben készítette a Terminator Genisys
Cameron David Ellisonnal közösen készítette el a Terminator: Dark Sors 2019-es filmet. A film megjelenésének közeledtével Hurd benyújtotta a 35 évvel korábban nyújtott szerzői jogi támogatás megszüntetését. E lépés következtében Hurd ismét 50 százalékos tulajdonjogává válna Cameronnal, és a Skydance elveszítheti a további Terminator- filmek készítésének jogát 2020 novemberétől, hacsak nem dolgoznak ki új megállapodást. Az Skydance azt válaszolta, hogy megállapodása van Cameronnal, és hogy "belátható időn belül ellenőrzi a Terminator franchise jogait".

## Fordítás
- Ez a szócikk részben vagy egészben  a   Terminator (franchise) című angol Wikipédia-szócikk ezen változatának fordításán alapul.  Az eredeti cikk szerkesztőit annak laptörténete sorolja fel. Ez a jelzés csupán a megfogalmazás eredetét és a szerzői jogokat jelzi, nem szolgál a cikkben szereplő információk forrásmegjelöléseként.